# Annales du service des antiquités de l'Égypte (numéros 31 à 40)
Les Annales du service des antiquités de l'Égypte sont publiées par le Conseil suprême des Antiquités égyptiennes (CSA).
Cliquez sur un onglet pour accéder aux titres des sujets développés dans chaque numéro
| nos 1 à 10 | nos 11 à 20 | nos 21 à 30 | nos 31 à 40 | nos 41 à 50 | nos 51 à 60 | nos 61 à 70 | nos 71 à 80 |

| Numéro 31 1931 | Numéro 32 1932 | Numéro 33 1933 | Numéro 34 1934 | Numéro 35 1935 | Numéro 36 1936 | Numéro 37 1937 | Numéro 38 1938 | Numéro 39 1938 | Numéro 40 1940 |

## Numéro 31, paru en 1931
| Pages     | Auteur(s)              | Titre | Texte sur Gallica |
| --------- | ---------------------- | --- | ----------------- |
| 1 - 6     | Henri Gauthier         | Deux sphinx du Moyen Empire originaires d’Edfou |                   |
| 7 - 18    | U. Monneret de Villard | Rapporto preliminare dei lavori della Missione per lo studio dei monumenti cristiani della Nubia 1930-1931 |                   |
| 19 - 24   | E. Breccia             | Rapport sur les fouilles de la "Società italiana per la ricerca dei papiri greci e latini" à Oxyrhynchos et à Tebtynis (1928-1930)                                                                               |                   |
| 25 - 31   | P. Perdrizet           | L’ex-voto à Némésis du duplicaire Flavis |                   |
| 32 - 44   | Gustave Jéquier        | Rapport préliminaire sur les fouilles exécutées en 1930-1931 dans la partie méridionale de la nécropole memphite                                                                                                 |                   |
| 45 - 48   | Cecil Mallaby Firth    | Excavations of the Department of Antiquities at Saqqara, 1930-1931 |                   |
| 49 - 64   | Jean-Philippe Lauer    | Étude sur quelques monuments de la IIIe dynastie (pyramide à degrés de Saqqarah). • I, Cour au sud de la pyramide. • II, Région ouest du plan. • III, Région nord du plan. • IV, Recherche des mesures employées |                   |
| 65 - 69   | Jean-Philippe Lauer    | Rapport sur les restaurations effectuées au cours de l’année 1930-1931 dans les monuments de Zoser à Saqqarah |                   |
| 70 - 80   | Walter Bryan Emery     | Preliminary Report of the Work of the Archaeological Survey of Nubia, 1930-1931 |                   |
| 81 - 97   | H. Chevrier            | Rapport sur les travaux de Karnak (1930-1931) |                   |
| 98 - 114  | Reginald Engelbach     | The So-Called Coffin of Akhenaten |                   |
| 115 - 119 | D. E. Derry            | Note on the Skeleton hitherto Believed to be that of King Akhenaten |                   |
| 120 - 122 | A. Lucas               | The Canopic Vases from the "Tomb of Queen Tîyi" |                   |
| 123 - 125 | J. D. S. Pendlebury    | Report on the Clearance of the Royal Tomb at El-'Amârna |                   |
| 126 - 131 | Reginald Engelbach     | Recent Acquisitions in the Cairo Museum. • I, Set of Agate Vases. • II, Statuette of Thoth. • III, Sphinx of a Queen. • IV, Four Models of Graeco-Roma Buildings                                                 |                   |
| 132 - 143 | Reginald Engelbach     | Notes of Inspection. • I, The Road to El-Quseir. • II, Myos Hormos and the Imperial Porphyry Quarries |                   |
| 144       | Reginald Engelbach     | Ancient Egyptian Woods |                   |
| 145 - 186 | L. Keimer              | Pendeloques en forme d’insectes faisant partie de colliers égyptiens. • A, Pendeloques en forme de coléoptères                                                                                                   |                   |
| 187 - 190 | Henri Gauthier         | Un roi Amasis-Psammétique a-t-il existé ? |                   |
| 191 - 192 | Henri Gauthier         | Vestiges de la fin du Moyen Empire à Karnak |                   |
| 193 - 197 | Henri Gauthier         | Une statue de Ramsès Ier défunt originaire d’Abydos |                   |

## Numéro 32, paru en 1932
| Pages     | Auteur(s)           | Titre | Texte sur Gallica |
| --------- | ------------------- | --- | ----------------- |
| 1 - 23    | Georg Steindorff    | Aniba. Vorläufiger Bericht über die Ergebnisse der in den Jahren 1912-1914 und 1930-1931 unternommenen Ausgrabungen                          |                   |
| 24 - 29   | A. Langsdorff       | Eine Siedlung der C-Gruppe Leute in Aniba |                   |
| 30 - 37   | L. Keimer           | Ceruana pratensis forsk, dans l’Égypte ancienne et moderne                                                                                   |                   |
| 38 - 46   | Walter Bryan Emery  | Preliminary Report of the Work of the Archaeological Survey of Nubia, 1931-1932                                                              |                   |
| 47 - 49   | Gustave Jéquier     | Rapport préliminaire sur les fouilles exécutées en 1931-1932 dans la partie méridionale de la nécropole memphite                             |                   |
| 50 - 55   | E. Breccia          | Rapport à M. le directeur général du Service des Antiquités sur les fouilles entreprises à Bahnasa (Oxyrhynchos)                             |                   |
| 56 - 77   | S. Gabra            | Rapport préliminaire sur les fouilles de l’Université égyptienne à Touna (Hermopolis ouest)                                                  |                   |
| 78 - 80   | Henri Gauthier      | Une liste de nomes à Létopolis |                   |
| 81 - 92   | Jean-Philippe Lauer | Étude sur quelques monuments de la IIIe dynastie (pyramide à degrés de Saqqarah)                                                             |                   |
| 93 - 96   | A. Lucas            | Black and Black-Topped Pottery |                   |
| 97 - 114  | H. Chevrier         | Rapport sur les travaux de Karnak (1931-1932)                                                                                                |                   |
| 115 - 128 | Henri Gauthier      | Une tombe de la XIXe dynastie à Qantir (Delta)                                                                                               |                   |
| 129 - 150 | L. Keimer           | Pendeloques en forme d’insectes faisant partie de colliers égyptiens (suite). • B, Pendeloques et pièces de colliers en forme de sauterelles |                   |
| 151 - 152 | S. Yeivin           | An Egyptian Vase from Ancient Parthia |                   |
| 153 - 160 | F. Boghady          | An Archaic Tomb at Old Cairo |                   |
| 161 - 173 | R. N. Macramallah   | Une forteresse du Moyen Empire (?) à Abou-Rawach                                                                                             |                   |
| 174 - 176 | D. E. Derry         | Report on Four Skulls of XIIth Dynasty, Dashûr                                                                                               |                   |
| 177 - 179 | O. Guéraud          | Un fragment de tablette latine |                   |

## Numéro 33, paru en 1933
| Pages     | Auteur(s)                            | Titre | Texte sur Gallica |
| --------- | ------------------------------------ | --- | ----------------- |
| 1 - 5     | Reginald Engelbach et T. C. Townsend | A XIIth Dynasty Inscription near the Cairo-Suez Road |                   |
| 6 - 16    | William Christopher Hayes            | A Statue of the Herald Yamu-Nedjeh in the Egyptian Museum, Cairo, and some Biographical Notes on its Owner                                                                                               |                   |
| 17 - 26   | V. Vikentiev                         | Le signe et sa nouvelle variante |                   |
| 27 - 53   | Henri Gauthier                       | Découvertes récentes dans la nécropole saïte d’Héliopolis |                   |
| 54 - 58   | L. P. Kirwan                         | Some Roman Mummy Tickets |                   |
| 59 - 64   | O. Guéraud                           | Deux documents relatifs au transport des céréales dans l’Égypte romaine. • 1, Lettre de Senpicôs à son fils Mélas. • 2, Sachet ayant contenu un échantillon d'orge                                       |                   |
| 65 - 74   | Reginald Engelbach                   | The Quarries of the Western Nubian Desert, A Preliminary Report |                   |
| 75 - 80   | O. H. Little                         | Preliminary Report on some Geological Specimens from the "Chephren Diorite" Quarries, Western Desert |                   |
| 81 - 82   | L. A. Mayer et A. Reifenberg         | A Jewish Titulus from Egypt |                   |
| 83 - 84   | Alexandre Varille                    | Deux fragments d’inscriptions du vice-roi de Nubie Merimes. • 1, Fragment de stèle. • 2, Fragment architectural                                                                                          |                   |
| 85 - 94   | Alexandre Varille                    | L’inscription dorsale du colosse méridional de Memnon |                   |
| 95 - 96   | L. P. Kirwan                         | A Statue of Heracles |                   |
| 97 - 130  | L. Keimer                            | Pendeloques en forme d’insectes faisant partie de colliers égyptiens (suite) ). • B, Pendeloques et pièces de colliers en forme de sauterelles                                                           |                   |
| 131 - 134 | R. Ibrahim                           | Rapport sur un mastaba découvert à Edfou en 1932-1933 |                   |
| 135 - 139 | H. E. Winlock                        | Elements from the Dahshur Jewelry |                   |
| 140 - 145 | Gustave Jéquier                      | Rapport préliminaire sur les fouilles exécutées en 1932-1933 dans la partie méridionale de la nécropole memphite                                                                                         |                   |
| 146 - 152 | Jean-Philippe Lauer                  | Rapport sur les restaurations effectuées au cours des années 1931-1932 et 1932-1933 dans les monuments de Zoser à Saqqarah                                                                               |                   |
| 153 - 154 | Jean-Philippe Lauer                  | Note sur divers travaux de protection et d’entretien effectués à Saqqarah en 1932 et 1933. • I, Le mastaba de Idout. • II, Le tombeau de Ti et les petits mastabas voisins. • III, La maison de Mariette |                   |
| 155 - 166 | Jean-Philippe Lauer                  | Fouilles du Service des Antiquités à Saqqarah (secteur nord) (novembre 1932-mai 1933) |                   |
| 167 - 186 | H. Chevrier                          | Rapport sur les travaux de Karnak (1932-1933) |                   |
| 187 - 189 | A. Lucas                             | Resin from a Tomb of the Saïte Period |                   |
| 190 - 192 | Henri Gauthier                       | Encore le problème d’Hatchepsout |                   |
| 193 - 200 | L. Keimer                            | Pendeloques en forme d’insectes faisant partie de colliers égyptiens (suite). • C, Quelques remarques sur la mante prie-dieu dans l'Égypte ancienne                                                      |                   |
| 201 - 207 | Walter Bryan Emery                   | Preliminary Report of the Work of the Archaeological Survey of Nubia, 1932-1934 |                   |
| 208 - 234 | V. Vikentiev                         | Les monuments archaïques. • I, La tablette en ivoire de Naqâda |                   |

## Numéro 34, paru en 1934
| Pages     | Auteur(s)            | Titre | Texte sur Gallica |
| --------- | -------------------- | --- | ----------------- |
| 1 - 8     | V. Vikentiev         | Les monuments archaïques. • I, La tablette en ivoire de Naqâda                                                                                                  |                   |
| 9 - 16    | Alexandre Varille    | Notes complémentaires sur l’inscription dorsale du colosse méridional de Memnon                                                                                 |                   |
| 17 - 46   | Pierre Lacau         | Inscriptions latines du temple de Louxor |                   |
| 47 - 48   | D. E. Derry          | An X-Ray Examination of the Mummy of King Amenophis I |                   |
| 49 - 53   | M. Kamal             | Trois sarcophages du Moyen Empire provenant de la nécropole d’Assiout                                                                                           |                   |
| 54 - 69   | Jean-Philippe Lauer  | Fouilles du Service des Antiquités à Saqqarah (secteur nord) (novembre 1933-mai 1934). • I, Exploration des galeries souterraines. • II, Travaux extérieurs     |                   |
| 70 - 75   | James Edward Quibell | Stone Vessels from the Step Pyramid |                   |
| 76 - 82   | Gustave Jéquier      | Rapport préliminaire sur les fouilles exécutées en 1933-1934 dans la partie méridionale de la nécropole memphite                                                |                   |
| 83 - 86   | Ahmed Fakhry         | Le tombeau de à Thèbes |                   |
| 87 - 93   | Ahmed Fakhry         | Blocs décorés provenant du temple de Louxor. • I, Stèles. • II, Statues. • III, Reliefs coptes. • IV, Bloc ayant fait partie de la procession de la fête d'Opet |                   |
| 94 - 96   | G. Brunton           | Some Tasian Pottery in the Cairo Museum |                   |
| 97 - 113  | Gustave Jéquier      | Vases de pierre de la VIe dynastie |                   |
| 114 - 124 | S. Yeivin            | Miscellanea Archaeologica. • I, Ovens and Baking in Roman Egypt. • II, The Berlin Stele 22485                                                                   |                   |
| 125 - 126 | M. Kamal             | Un nouveau sarcophage du Moyen Empire provenant de la nécropole d’Assiout                                                                                       |                   |
| 127 - 128 | Raymond Weill        | Les deux dates d’expéditions au désert occidental de Nubie sous la XIIe dynastie                                                                                |                   |
| 129 - 134 | Henri Gauthier       | Un monument nouveau du roi Psamtik II |                   |
| 135 - 140 | Ahmed Fakhry         | The Tomb of Userhet (No. 235) at Qurnet Mura'i at Thebes |                   |
| 141 - 148 | Georges Posener      | Notes sur la stèle de Naucratis |                   |
| 149 - 156 | G. Brunton           | Modern Painting on Predynastic Pots |                   |
| 157 - 158 | Reginald Engelbach   | A New Spelling of the Name of King Kakai |                   |
| 159 - 176 | H. Chevrier          | Rapport sur les travaux de Karnak (1933-1934) |                   |
| 177 - 213 | L. Keimer            | Pendeloques en forme d’insectes faisant partie de colliers égyptiens (suite). • D, Pendeloques-amulettes en forme de papillons                                  |                   |

## Numéro 35, paru en 1935
| Pages     | Auteur(s)                          | Titre | Texte sur Gallica |
| --------- | ---------------------------------- | --- | ----------------- |
| 1 - 24    | O. Guéraud                         | Notes gréco-romaines. • I, Le monument d'Agrios. • II, Sphinx composites au Musée du Caire |                   |
| 25 - 30   | D. E. Derry et Jean-Philippe Lauer | Découverte à Saqqarah d’une partie de la momie du roi Zoser, Report on Human Remains from the Granite Sarcophagus Chamber in the Pyramid of Zoser |                   |
| 31 - 34   | Gustave Jéquier                    | Rapport préliminaire sur les travaux exécutés en 1934-1935 dans la partie méridionale de la nécropole memphite |                   |
| 35 - 51   | Ahmed Fakhry                       | Blocs décorés provenant du temple de Louxor. Bas-reliefs d'Akhenaton |                   |
| 52 - 61   | Ahmed Fakhry                       | The Tomb of Nakht-Min at Dehmît |                   |
| 62 - 65   | Battiscombe George Gunn            | Inscriptions from the Step Pyramid site. • IV, The Inscriptions of the Funerary Chamber |                   |
| 66 - 75   | Jean-Philippe Lauer                | Fouilles du Service des Antiquités à Saqqarah (secteur nord) (novembre 1934-mai 1935) |                   |
| 76 - 80   | James Edward Quibell               | Stone Vessels from the Step Pyramid |                   |
| 81 - 96   | Henri Gauthier                     | Un pilier au musée du Caire. • I, Description du pilier 65061 du Caire. • II, Comparaison avec les piliers de Leyde. • III, Comparaison avec le pilier de Bologne. • IV, Comparaison avec le fragment de pilier de la Glyptothèque Ny-Carlsberg à Copenhague. • V, Conclusion |                   |
| 97 - 121  | H. Chevrier                        | Rapport sur les travaux de Karnak (1934-1935) |                   |
| 122 - 131 | A. H. Hamada                       | A Sarcophagus from Mit-Rahîna |                   |
| 132 - 159 | Gustave Jéquier                    | Tombes de particuliers de l’époque de Pepi II |                   |
| 160       | Gustave Jéquier                    | Vases de pierre de la VIe dynastie. Note additionnelle |                   |
| 161 - 181 | L. Keimer                          | Sur deux vases prédynastiques de Khozâm |                   |
| 182 - 192 | L. Keimer                          | Sur un fragment de statuette en calcaire ayant la forme d’un oiseau (vautour ?) à tête de reine |                   |
| 193 - 196 | M. Kamal                           | Fouilles du Service des Antiquités à Tell el-Amarna en 1934 |                   |
| 197 - 202 | H. Seyrig                          | Tithoës, Totoës et le sphinx Panthée |                   |
| 203 - 205 | Reginald Engelbach                 | Statuette-Group, from Kîmân Fâris, of Sebekhopte and his Womenfolk |                   |
| 206       | Henri Gauthier                     | Un pilier au musée du Caire. Note additionnelle |                   |
| 207 - 212 | Henri Gauthier                     | Un autel consacré à la déesse Mehit |                   |
| 213 - 217 | G. Brunton                         | « Pesesh-kef » Amulets |                   |

## Numéro 36, paru en 1936
| Pages     | Auteur(s)               | Titre | Texte sur Gallica |
| --------- | ----------------------- | --- | ----------------- |
| 1 - 4     | A. Lucas                | The Wood of the Third Dynasty Ply-Wood Coffin from Saqqara |                   |
| 5 - 14    | P. Perdrizet            | Objets d’or de la période impériale au Musée égyptien du Caire. • I, Hélène, sœur d'Aphrodite. • II, Harpocrate-Triptolème entre des deux déesses du Thesmophorion |                   |
| 15 - 19   | Gustave Jéquier         | Rapport préliminaire sur les travaux exécutés en 1935-1936 dans la partie méridionale de la nécropole memphite |                   |
| 20 - 28   | Jean-Philippe Lauer     | Fouilles du Service des Antiquités à Saqqarah (pyramide à degrés) (décembre 1935-mai 1936). • I, La galerie VII. • II, Recherche et déblaiement de nouvelles galeries |                   |
| 29 - 32   | R. N. Macramallah       | Vases en pierre dure trouvés sous la pyramide à degrés |                   |
| 33 - 44   | Jacques Vandier         | Une tombe inédite de la VIe dynastie à Akhmîm |                   |
| 45 - 48   | A. Zikri                | Un fragment copte inédit sur la vie du Christ |                   |
| 49 - 71   | Henri Gauthier          | Une fondation pieuse en Nubie |                   |
| 72 - 76   | Jean-Philippe Lauer     | Note sur divers travaux de protection et d’entretien effectués à Saqqarah en 1935 et 1936. • I, Les mastabas d'Ankh-ma-Hor, dit Sesi et de Nefer-seshem-rê, dit Sheshi. • II, Le mastaba de Khenti-ka, dit Ikhekhi. • III, Consolidation des couloirs souterrains du tombeau de l'enceinte sud de la pyramide à degrés. • IV, Installation de l'éclairage électrique au Sérapéum |                   |
| 77 - 87   | H. Chevrier             | Plan d’ensemble de Karnak |                   |
| 88        | M. Avi-Yonah            | Note sur un graffito de la syringe 6 à Thèbes |                   |
| 89 - 114  | L. Keimer               | Pendeloques en forme d’insectes faisant partie de colliers égyptiens (suite). • E, Notes additionnelles |                   |
| 115 - 123 | O. Guéraud et C. Kuentz | Le crépuscule d’un dieu. Harpocrate « Cernibomasths » |                   |
| 124 - 130 | Ahmed Fakhry            | Three Unnumbered Tombs at Thebes. • 1, Tomb of Neb-mehit. • 2, Tomb of Hu-nefer. • 3, Tomb of User-montu |                   |
| 131 - 157 | H. Chevrier             | Rapport sur les travaux de Karnak (1935-1936) |                   |
| 158 - 160 | H. Chevrier             | Note sur la manipulation des blocs du monument de la reine Hatsepsowet |                   |
| 161 - 186 | Georg Steindorff        | Skarabäen mit Namen von Privatpersonen der Zeit des Mittleren und Neuen Reichs aus der Sammlung S.M. des Königs Fuâd I |                   |
| 187 - 193 | G. Loukianoff           | Une statue parlante ou oracle du dieu Rê-Harmakhis |                   |
| 194 - 196 | P. Labib                | The Stela of Nefer-ronpet |                   |
| 197 - 200 | G. Brunton et A. Lucas  | The Medallion of Dahshûr |                   |
| 201       | G. Brunton              | Ramesside Stelae from the Eastern Desert |                   |
| 202 - 214 | Alexandre Varille       | Nouvelles listes géographiques d’Aménophis III à Karnak |                   |

## Numéro 37, paru en 1937
| Pages     | Auteur(s)                            | Titre | Texte sur Gallica |
| --------- | ------------------------------------ | --- | ----------------- |
| 1 - 2     | Reginald Engelbach                   | Statuette of Yi from Elephantine |                   |
| 3 - 15    | Jean Capart                          | Rapport sommaire sur les fouilles de la Fondation Égyptologique Reine Élisabeth à El-Kab |                   |
| 16 - 24   | Henri Gauthier                       | Un curieux monument des dynasties Boubastites à Héracléopolis Magna |                   |
| 25 - 38   | Ahmed Fakhry                         | Miscellanea. • 1, Two New Stelae of Tiberius from Luxor Temple. • 2, The Funerary Temple of Tuthmosis III. • 3, A Note on the Zernikh. • 4, Pedestal of a Statue of Ramesses III. • 5, Six Funerary Cones. • 6, Granite Fragments from a Sarcophagus. • 7, Finding of Two Granite Sarcophagi in a Ramesside Tomb |                   |
| 39 - 57   | Ahmed Fakhry                         | Blocs décorés provenant du temple de Louxor. • I, Blocs représentant des peuples étrangers |                   |
| 58 - 70   | A. H. Hamada                         | The Clearance of a Tomb Found at Al-Fostat, 1936 |                   |
| 71 - 78   | H. Ricke                             | Ein Tempel mit Pfeilerumgang Thutmoses' III. und Hatschepsuts in Karnak |                   |
| 79 - 80   | M. Raphael                           | Nouveau nom d’une pyramide d’un Amenemhet |                   |
| 81 - 84   | Georges Goyon                        | Trouvaille à Tanis de fragments appartenant à la statue de Sanousrit Ier, n°634 du Musée du Caire |                   |
| 85 - 95   | Labib Habachi                        | Une « vaste salle » d’Amenemhat III à Kiman-Farès (Fayoum) |                   |
| 96 - 102  | Jean-Philippe Lauer                  | Rapport sur les restaurations effectuées en 1936-1937 dans les monuments de Zozer à Saqqarah. • I, Les colonnes papyrus de la « Maison du Nord ». • II, La façade de la « Maison du Sud ». • III, Le serdab de la pyramide. • IV, La colonnade d'entrée                                                          |                   |
| 103 - 115 | Jean-Philippe Lauer                  | Note sur divers travaux effectués à Saqqarah en 1936 et 1937 |                   |
| 116 - 124 | J. Sainte Fare Garnot                | La stèle de Khou-oui |                   |
| 124 - 128 | M. Kamal                             | Two Unpublished Coffins in the Egyptian Museum |                   |
| 129 - 134 | Selim Hassan                         | The Great Limestone Stela of Amenhotep II |                   |
| 135 - 142 | A. H. Hamada                         | Tomb of Pawen-Hatef at Al-Fostât |                   |
| 143 - 172 | L. Keimer                            | Pendeloques en forme d’insectes faisant partie de colliers égyptiens (suite et fin). • E, Notes additionnelles |                   |
| 173 - 200 | H. Chevrier                          | Rapport sur les travaux de Karnak (1936-1937) |                   |
| 201 - 211 | Étienne Drioton, Jean-Philippe Lauer | Une inscription de Khamouas sur la face sud de la pyramide d’Ounas à Saqqarah. • I, Découverte et reconstitution des éléments de l'inscription. • II, L'inscription |                   |
| 212 - 218 | Z. A. Saad                           | Khazza Lawizza |                   |
| 219 - 232 | G. Loukianoff                        | Les statues et les objets funéraires de (Peduamonapet) |                   |
| 233 - 242 | M. Hamza                             | The Statue of Menephtah I Found at Athar en-Nabi and the Route of Pi'ankhi from Memphis to Heliopolis |                   |
| 243 - 256 | T. Boulos                            | Report on Excavations Carried out at Sheikh Nassir and at El-Deir near Abydos |                   |

## Numéro 38, paru en 1938
| Pages     | Auteur(s)                 | Titre | Texte sur Gallica |
| --------- | ------------------------- | --- | ----------------- |
| V-VI      | Étienne Drioton           | Avertissement |                   |
| 1 - 20    | M. Kamal                  | Gift of His Majesty King Farouk Ist (1937) to the Egyptian Museum |                   |
| 23 - 28   | Reginald Engelbach        | A Hitherto Unknown Statue of King Tut'ankhamûn |                   |
| 29 - 34   | M. Kamal                  | An Unpublished Middle Empire Coffin in the Egyptian Museum |                   |
| 35 - 45   | Ahmed Fakhry              | Stela of the Boat-Captain Inikaf |                   |
| 47 - 51   | Reginald Engelbach        | A Coptic Ostracon Mentioning Ieb (Elephantine) |                   |
| 53 - 61   | Selim Hassan              | A Representation of the Solar Disk with Human Hands and Arms and the Form of Horus of Behdet, as Seen on the Stela of Amenhetep IInd in the Mud-Brick Temple at Giza |                   |
| 63 - 68   | A. Bataille               | Une stèle grecque de Deir el-Bahari |                   |
| 69 - 84   | Labib Habachi             | Découvertes de Karnak (1936-1937) |                   |
| 85 - 93   | J. J. Clère               | Un graffito du roi Djet dans le désert arabique |                   |
| 95 - 107  | Reginald Engelbach        | A Limestone Head of King Akhenaten in the Cairo Museum' |                   |
| 109 - 116 | Étienne Drioton           | Note sur un cryptogramme récemment découvert à Athribis |                   |
| 117 - 124 | M. Raphael                | Un bloc trouvé à Matariya |                   |
| 127 - 156 | Alfred Lucas et Alan Rowe | The Ancient Egyptian Bekhen-Stone |                   |
| 157 - 195 | Alan Rowe                 | New Light on Objects belonging to the Generals Potasimto and Amasis in the Egyptian Museum |                   |
| 197 - 208 | M. Hamza                  | The Correct Reading of the Place-Name |                   |
| 209 - 215 | Ludwig Borchardt          | xnt-kAw.s, die Stammutter der 5ten Dynastie |                   |
| 217 - 230 | A. H. Hamada              | A Stela from Manshîyet es-Sadr |                   |
| 231 - 246 | Étienne Drioton           | Deux cryptogrammes de Senenmout |                   |
| 247 - 249 | O. Guéraud                | Sur la provenance de deux textes magiques du musée de Caire |                   |
| 251 - 252 | G. Brunton                | Syrian Connections of a Composite Bow |                   |
| 253 - 263 | L. Keimer                 | Sur l’identification de l’hiéroglyphe nH |                   |
| 265 - 283 | M. Kamal                  | The Stela of in the Egyptian Museum |                   |
| 285 - 296 | Reginald Engelbach        | Some Remarks on Ka-Statues of Abnormal Men in the Old Kingdom |                   |
| 297 - 331 | L. Keimer                 | Remarques sur quelques représentations de divinités-béliers et sur un groupe d’objets de culte conservés au musée du Caire |                   |
| 333 - 344 | Zaki Effendi Saad         | Handles for Copper Piercers or Gaming Pieces? |                   |
| 345 - 346 | Walter Bryan Emery        | A Reply to the Article of Zaki Effendi Saad |                   |
| 346       | Zaki Effendi Saad         | À propos des remarques de M. W.B. Emery |                   |
| 349 - 352 | J. Leibovitch             | Quelques remarques au sujet du papyrus Anastasi I |                   |
| 353 - 354 | Bernhard Grdseloff        | La lecture et le sens du mot |                   |
| 354       | G. H. Costigan            | A Coptic Stela |                   |
| 357 - 368 | H. Ricke                  | Der Tempel "Lepsius 16" in Karnak |                   |
| 369 - 390 | Reginald Engelbach        | The Quarries of the Western Nubian Desert and the Ancient Road to Tushka |                   |
| 391 - 396 | Alan Rowe                 | Provisional Notes on the Old Kingdom Inscriptions from the Diorite Quarries. • I, The Chisel Inscriptions. • II, The Cheops Stela Inscription. • III, The Sahurê' Stela Inscription |                   |
| 397 - 434 | Ahmed Fakhry              | Bahria and Farafra Oases. A Preliminary Note on the New Discoveries |                   |
| 435 - 453 | Günther Roeder            | Die Ausgrabungen in Hermopolis im Frühjahr 1938 |                   |
| 455 - 459 | Walter Bryan Emery        | A Preliminary Report on the Architecture of the Tomb of Nebetka |                   |
| 469 - 478 | Maurice Pillet            | Le temple de Khonsou dans l’enceinte de Mout, à Karnak |                   |
| 479 - 492 | A. H. Hamada              | Une troisième tombe à El-Foustat |                   |
| 493 - 501 | Sergio Donadoni           | Notizia sugli scavi della Missione Fiorentina as Antinoe |                   |
| 503 - 521 | Selim Hassan              | Excavations at Saqqara, 1937-1938 |                   |
| 523 - 532 | Alan Rowe                 | Short Report on Excavations of the Institute of Archaeology, Liverpool at Athribis (Tell Atrîb) |                   |
| 533 - 549 | A. Vogliano               | Rapporto preliminare della IVa campagna di scavo a Madînet Mâdi (R. Universià di Milano) |                   |
| 551 - 565 | Jean-Philippe Lauer       | Restauration et transfert au musée égyptien d’un panneau orné de faïences bleues extrait de la pyramide à degrés à Saqqarah |                   |
| 567 - 608 | H. Chevrier               | Rapport sur les travaux de Karnak (1937-1938) |                   |
| 609 - 622 | A. Abdel Salam            | Rapport sur les fouilles du Service des Antiquités à Abou-Yassin (Charquieh) |                   |
| 623 - 640 | Jean Capart               | Deuxième rapport sommaire sur les fouilles de la Fondation Égyptologique Reine Élisabeth à El-Kab (janvier à mars 1938) |                   |
| 641 - 667 | Georg Steindorff          | Die Grabkammer des Tutanchamun |                   |
| 671 - 675 | J. Leibovitch             | Prof. Dr Hubert Grimme, Altsinaitische Forschungen. Epigraphisches und Historisches. Dans la série des Studien zur Geschichte und Kultur des Altertums im Aufrage und mit Unterstützung der Görres-Gessellschaft herausgegeben von Dr E. Drerup, Dr H. Grimme und Dr J.P. Kirsch, XX. Band, 3. Heft |                   |
| 675 - 676 | J. Leibovitch, Alan Rowe  | A Catalogue of Egyptian Scarabs, Scaraboids, Seals, and Amulets in the Palestine Archaeological Museum, Format 4°, Le Caire 1936 (Service des Antiquités du Gouvernement de Palestine). Imprimé à l'Institut français d'Archéologie orientale                                                       |                   |
| 677       | Alfred Lucas et Alan Rowe | Addenda. Additional References to the Article The Ancient Egyptian Bekhen-Stone in Annales du Service, XXXVIII |                   |
| 678 - 688 | Alan Rowe                 | Additional References to the Article Provisional Notes on the Old Kingdom Inscriptions from the Diorite Quarries in Annales du Service, XXXVIII |                   |
| 689 - 697 | L. Keimer                 | Notes additionnelles. • I, Sur l’identification de l’hiéroglyphe nH. • II, Remarques sur quelques représentations de divinités béliers et sur un groupe d’objets de culte conservés au musée du Caire                                                                                               |                   |
| 699       | Reginald Engelbach        | Addendum |                   |

## Numéro 39, paru en 1938
| Pages     | Auteur(s)           | Titre | Texte sur Gallica |
| --------- | ------------------- | --- | ----------------- |
| 3 - 10    | O. Guéraud          | Campbell Cowan Edgar (1870-1938) |                   |
| 11 - 41   | J. Leibovitch       | Daressy (Georges-Émile-Jules) 1864-1938                                                                                                 |                   |
| 43 - 47   | J. Leibovitch       | Ludwig Borchardt (1863-1939) |                   |
| 49 - 53   | G. Brunton          | Howard Carter |                   |
| 57 - 89   | Étienne Drioton     | Une statue prophylactique de Ramsès III                                                                                                 |                   |
| 91 - 99   | Ahmed Fakhry        | Une statuette du Nouvel Empire |                   |
| 101 - 103 | G. Brunton          | Two Faience Statuettes |                   |
| 105 - 120 | L. Keimer           | Un scarabée commémoratif de Mineptah |                   |
| 121 - 125 | Étienne Drioton     | Une stèle de donation de l’an XIII d’Apriès                                                                                             |                   |
| 133 - 144 | Étienne Drioton     | Cryptogrammes de la reine Nefertari |                   |
| 145 - 175 | J. Leibovitch       | Quelques nouvelles représentations du dieu Rechef                                                                                       |                   |
| 177 - 181 | G. Brunton          | A Monument of Amenemhet IV |                   |
| 187 - 197 | Alan Rowe           | Three New Stelae from the South-Eastern Desert. • I, Stela of Horus. • II, Stela of Henenew. • III, Stela of Mentew-Hotep's Son Henenew |                   |
| 199       | Reginald Engelbach  | A Hitherto Unknown Statue of King Tut'ankhamûn, Further Remarks                                                                         |                   |
| 203 - 208 | L. Keimer           | Perles de collier en soufre fondu |                   |
| 213 - 214 | J. Leibovitch       | Une inscription égyptienne du Sinaï |                   |
| 215 - 220 | B. H. Stricker      | Le naos vert de Memphis |                   |
| 227 - 235 | Alfred Lucas        | Glass Figures |                   |
| 245 - 271 | Pierre Lacau        | Une stèle du roi Kamosis |                   |
| 273 - 276 | A. H. Hamada        | Stela of Putiphar |                   |
| 279 - 303 | O. Guéraud          | Le monument d’Agrios au musée du Caire. • I, Le monument et son auteur. • II, Texte des poèmes. • III, Commentaire                      |                   |
| 313 - 317 | Reginald Engelbach  | The Coptic Stela of Leontce (Leontios)                                                                                                  |                   |
| 321 - 323 | N. Farag            | La statue de Sakha |                   |
| 333 - 334 | Alfred Lucas        | The Cleaning of the Statue |                   |
| 339 - 363 | N. Aimé-Giron       | Adversaria semitica. 122, Fragment de lettre. 123, Graffiti "sinaïtiques" d'Égypte. 124, Graffiti araméens                              |                   |
| 377 - 380 | Ludwig Borchardt    | Schiffahrt auf dem Lande |                   |
| 381 - 382 | M. Kamal            | Some Fragments from Shawabti-Figures of Akhenaten in the Egyptian Museum                                                                |                   |
| 385 - 387 | Bernhard Grdseloff  | Un portrait inconnu de Tepem'onkh |                   |
| 389 - 392 | Bernhard Grdseloff  | L’entrée du mastaba de Sopdouhotep |                   |
| 393 - 396 | Bernhard Grdseloff  | Le roi Iti divinisé |                   |
| 397 - 400 | Bernhard Grdseloff  | Deux notes de lexicographie |                   |
| 401 - 402 | E. Komorzynski      | Der Torso einer Statue Merenphtahs im Luxortempel                                                                                       |                   |
| 405 - 407 | Reginald Engelbach  | Notes on the Coffin and "Mummy" of Princess Sit-Amûn                                                                                    |                   |
| 411 - 416 | D. E. Derry         | The "Mummy" of Sit-Amûn |                   |
| 419 - 424 | G. Brunton          | A First Dynasty Cemetery at Maadi |                   |
| 427 - 437 | Walter Bryan Emery  | A Preliminary Report on the First Dynasty Copper Treasure from North Saqqara                                                            |                   |
| 447 - 456 | Jean-Philippe Lauer | Fouilles du Service des Antiquités à Saqqarah, secteur de la pyramide à degrés (novembre 1938-mai 1939)                                 |                   |
| 469 - 478 | Jean-Philippe Lauer | Travaux de restauration et de protection effectués au cours des campagnes 1937-1938 et 1938-1939 dans les monuments de Zoser à Saqqarah |                   |
| 483 - 496 | S. Gabra            | Fouilles de l’Université "Fouad el Awal" à Touna el Gebel (Hermopolis ouest)                                                            |                   |
| 529 - 539 | Pierre Montet       | Découverte d’une nécropole royale à Tanis                                                                                               |                   |
| 549 - 551 | D. E. Derry         | Note on the Remains of Shashanq |                   |
| 541 - 547 | G. Brunton          | Some Notes on the Burial of Shashanq Heqa-Kheper-Re                                                                                     |                   |
| 553 - 570 | H. Chevrier         | Rapport sur les travaux de Karnak (1938-1939)                                                                                           |                   |
| 603 - 605 | P. Jouguet          | Note sur les inscriptions grecques découvertes à Karnak                                                                                 |                   |
| 607 - 608 | H. Ricke            | Der Tempel "Lepsius 16" in Karnak |                   |
| 609 - 619 | Ahmed Fakhry        | The Tombs of El-A'reg Oasis in the Libyan Desert                                                                                        |                   |
| 627 - 642 | Ahmed Fakhry        | Bahria and Farafra Oases. Second Preliminary Report on the New Discoveries                                                              |                   |
| 659 - 663 | A. Adriani          | Scavi della missione dell’Istituto papirologico Fiorentino ad Antinoe                                                                   |                   |
| 665 - 677 | Sergio Donadoni     | Rapporto preliminare degli scavi della missione Fiorentina nel tempio di Ramessese II ad Antinoe                                        |                   |
| 687 - 695 | A. Vogliano         | Rapporto preliminare della Va campagna di scavo a Madinet Madi (R. Università di Milano)                                                |                   |
| 709 - 723 | Ahmed Fakhry        | A New Speos from the Reign of Hatshepsut and Tuthmosis III at Beni-Hasan                                                                |                   |
| 727 - 747 | Günther Roeder      | Die Ausgrabungen in Hermopolis im Frühjahr 1939                                                                                         |                   |
| 767 - 774 | Labib Habachi       | A First Dynasty Cemetery at Abydos |                   |

## Numéro 40, paru en 1940
| Pages       | Auteur(s)                              | Titre | Texte sur Gallica |
| ----------- | -------------------------------------- | --- | ----------------- |
| 1 - 50      | Alan Rowe                              | Newly-Identified Monuments in the Egyptian Museum Showing the Deification of the Dead together with Brief Details of Similar Objects elsewhere                                                                                                |                   |
| 69 - 92     | Alfred Lucas et Alan Rowe              | Ancient Egyptian Measures of Capacity. • I, Bronze Measure. • II, Silver Measure. • III, Granite Measure. • IV, Wooden Measure. • V, Alabaster Vessel. • VI, Alabaster Vessel. • VII, Alabaster Vessel. • VIII, Fragments of Alabaster Vessel |                   |
| 101 - 122   | J. Leibovitch                          | Recent Discoveries and Developments in Protosinaïtic |                   |
| 133 - 165   | Reginald Engelbach                     | Material for a Revision of the History of the Heresy Period of the XVIIIth Dynasty |                   |
| 185 - 202   | Bernhard Grdseloff                     | L’insigne du grand juge égyptien |                   |
| 209 - 229   | M. Kamal                               | The Stela of in the Egyptian Museum (verso) |                   |
| 235 - 240   | Jaroslav Černý                         | Usurpation d’une tombe à Thèbes |                   |
| 241 - 245   | Hans Jakob Polotsky                    | Une règle concernant l’emploi des formes verbales dans la phrase interrogative en néo-égyptien |                   |
| 247 - 255   | O. Königsberger                        | Beschläge für Tragstangen |                   |
| 257 - 271   | J. Spiegel                             | Ptah-Verehrung in Theben (Grab 372) |                   |
| 283 - 289   | Alexandre Piankoff                     | Les différents "livres" dans les tombes royales du Nouvel Empire |                   |
| 291 - 294   | Alan Rowe                              | Additions to Newly-Identified Monuments in the Egyptian Museum, by Alan Rowe (in Annales du Service, XL, pp. 1ff.) |                   |
| 294 - 296   | Alan Rowe                              | Description of the Tomb of the Drowned Man Nes-min |                   |
| 297         | W. G. Waddell                          | Note by Professor W.G. Waddell |                   |
| 301 - 303   | J. Leibovitch                          | À propos de la déification des noyés ches les anciens Égyptiens |                   |
| 305 - 427   | Étienne Drioton                        | Recueil de cryptographie monumentale |                   |
| 433 - 460   | N. Aimé-Giron                          | Adversaria semitica (III). • VII, Ba'al Saphon et les dieux de Tahpanhès dans un nouveau papyrus phénicien |                   |
| 467 - 488   | Jeanne Marie Thérèse Vandier d’Abbadie | Deux nouveaux ostraca figurés |                   |
| 489 - 492   | J. Leibovitch                          | Un fragment de stèle dédiée à Rechef |                   |
| 495 - 501   | Ah. Badawi                             | Denkmäler aus Sakkarah, I |                   |
| 507 - 516   | Reginald Engelbach                     | Two Monuments of the Chief Prophet of Amun, Bekenkhons, with some Remarks on other Monuments Similary Inscribed |                   |
| 521 - 527   | G. Brunton                             | Objects from Fifth Dynasty Burials at Gebelein |                   |
| 533 - 536   | Bernhard Grdseloff                     | Une missive minuscule de Deir el Médineh |                   |
| 537 - 543   | M. Hamza                               | The Alabaster Canopic Box of Akhenaton and the Royal Alabaster Canopic Boxes of the XVIIIth Dynasty |                   |
| 553 - 560   | O. Guéraud                             | Une stèle gréco-romaine au cartouche d’Amenemhet III |                   |
| 563 - 564   | Alexandre Varille                      | Une représentation ramesside du bélier d’Amon |                   |
| 567 - 570   | Alexandre Varille                      | Le tombeau thébain du vice-roi de Nubie Merimes |                   |
| 573 - 577   | Ah. Badawi                             | Denkmäler aus Sakkarah, II |                   |
| 581 - 588   | Z. I. Hanna                            | Cleaning, Preservation and Restoration of the Silver Coffin and Cartonnage of Shashanq |                   |
| 591 - 593   | Reginald Engelbach                     | A New Method of Exhibiting Scarabs and Kindred Objects |                   |
| 601 - 606   | Alexandre Varille                      | L’appel aux visiteurs du tombeau de Khaemhêt |                   |
| 607 - 612   | Ah. Badawi                             | Denkmäler aus Sakkarah, III |                   |
| 617 - 618   | G. Brunton                             | Bekhen-Stone |                   |
| 619 - 621   | Étienne Drioton                        | Expressions prépositionnelles d’identité |                   |
| 623 - 627   | Alan Rowe                              | Inscriptions on the Model Coffin containing the Lock of Hair of Queen Tyi |                   |
| 635         | P. Jouguet                             | Note supplémentaire sur les inscriptions grecques découvertes à Karnak |                   |
| 639 - 643   | Alexandre Varille                      | Où il est confirmé qu’un grand prêtre d’Amon Bakenkhonsou n’a pas existé sous Aménophis III |                   |
| 645 - 648   | Alexandre Varille                      | Une statue de Ptahmôse grand prêtre d’Amon sous Aménophis III |                   |
| 651 - 657   | Alexandre Varille                      | Toutankhamon est-il fils d’Aménophis III et de Satamon ? |                   |
| 658 - 661   | Reginald Engelbach                     | A "Kirgipa" Commemorative Scarab of Amenophis III Presented by his Majesty King Farouk I to the Cairo Museum |                   |
| 665 - 668   | Alexandre Piankoff                     | Le "Livre de la Nuit" sur les monuments de Basse Époque |                   |
| 675 - 693   | Z. Y. Saad                             | A Preliminary Report on the Excavations at Saqqara, 1939-1940 |                   |
| 631 - 634   | Étienne Drioton                        | Un témoignage de conversion |                   |
| 715 - 720   | Sergio Donadoni                        | Rapporto preliminare della campagna di scavo ad Antinoe della missione Fiorentina (1940) |                   |
| 721 - 732   | Labib Habachi                          | The Monument of Biyahmu |                   |
| 741 - 745   | Émile Baraize                          | L’"Agora" d’Hermoupolis |                   |
| 761 - 768   | Ahmed Fakhry                           | A Roman Temple between Kharga and Dakhla |                   |
| 779 - 799   | Ahmed Fakhry                           | The Necropolis of "Gabal el-Môta" at Siwa |                   |
| 823 - 828   | Ahmed Fakhry                           | A Temple of Alexander the Great at Bahria Oasis |                   |
| 837 - 848   | Ahmed Fakhry                           | Wâdi-el-Natrûn |                   |
| 855 - 871   | Ahmed Fakhry                           | Bahria and Farafra Oases. Third Preliminary Report on the New Discoveries», n |                   |
| 897 - 909   | Ahmed Fakhry                           | A Fortnight’s Digging at Medinet Qûta (Fayoum) |                   |
| 923 - 935   | Étienne Drioton                        | Objets de culte domestique provenant de Médinet-Qoûta |                   |
| 941 - 950   | A. Stoppelaëre                         | Dégradations et restaurations des peintures murales égyptiennes |                   |
| 969 - 970   | D. E. Derry                            | An Examination of the Bones of King Psusennes I |                   |
| 971 - 972   | Ah. Badawi                             | Das Gräberfeld in der Nähe der Mastaba des Ptah-Hetep |                   |
| 975 - 981   | A. el-N. Abdallah                      | Rapport sur les travaux de Karnak (1940-1941). • I, Portique de Sheshonq. • II, Restauration des colonnes de la salle hypostyle |                   |
| 991 - 992   | Étienne Drioton                        | S. R. K. Glanville, Catalogue of Demotic Papyri in the British Museum, vol. I, A Theban Archives of the Reign of Ptolemy I, Soter, Oxford, 1939                                                                                               |                   |
| 993 - 995   | J. Leibovitch                          | N. et B. Langton, The Cat in Ancient Egypt (Illustrated from the collection of Egyptian Figures Formed by N. and B. Langton), 1940, Cambridge University Press                                                                                |                   |
| 997 - 1001  | Étienne Drioton                        | W. Vikentiev, La légende des Deux Frères et la recherche de l’immortalité. Premier mémoire : L’égnime d’un papyrus, Le Caire, 1941. Deuxième mémoire : Voyage vers l’île lointaine. Les nouveaux aspects du Conte du Naufragé, Le Caire, 1941 |                   |
| 1003 - 1005 | O. Guéraud                             | M. Avi-Yonah, Abbreviations in Greek Inscriptions (The Near East, 200 B.C, A.D. 1100) = supplément au volume IX du Quarterly of the Department of Antiquities in Palestine, Jerusalem, 1940                                                   |                   |
| 1007 - 1014 | Étienne Drioton                        | B. Grdseloff, Das ägyptische Reinigungszelt (Études égyptiennes, premier fascicule), Le Caire, 1941 |                   |
| 1015 - 1016 | Étienne Drioton                        | J. Leibovitch, Ancient Egypt, an Easy Introduction to its Archaeology including a Short Account of the Egyptian Museum, Cairo, with a Description of Giza and Saqqâra, traduction anglaise par Alan Rowe, Le Caire, 1938                      |                   |
| 1017 - 1019 | J. Leibovitch                          | Julian Obermann (Yale University), The Archaic Inscriptions from Lachish — A Non-Phoenician System of the North Semitic Alphabet, in: Supplement to the Journal of the American Oriental Society, number 2, September 1938                    |                   |